# Cadelh e las Penas
Cadelh e las Penas (francès Cazarilh-Laspènes) és un municipi occità de Comenge a Gascunya, situat al departament de l'Alta Garona i a la regió d'Occitània.